# Franz Moritz von Lacy
Franz Moritz von Lacy gróf, (Franz Moritz Graf von Lacy), vagy Lascy (Szentpétervár; 1725. október 21. – Bécs, 1801. november 24.) német birodalmi gróf, orosz, majd porosz szolgálatban álló tisztviselő, majd osztrák katonatiszt, tábornagy, több dinasztikus háború jeles császári hadvezére, 1768–1774 között az Udvari Haditanács elnöke.

## Származása, ifjúkora
Normann eredetű családból származott. Ősei a normandiai Lassy-ból, a Calvados vidékéről vándoroltak az írországi Limerick grófságba. A család 1691-ben – a száműzött II. Jakab angol királyt követve – elhagyta Írországot. Livóniába (Livland) vándoroltak ki.
Franz Moritz édesapja, Peter von Lacy gróf, cári tábornagy (Generalfeldmarschall), orosz nevén Pjotr Petrovics Lascy 1678. szeptember 29-én született, 1698-ban orosz cári szolgálatba lépett. 1734-ben, a lengyel örökösödési háborúban cári főhadparancsnokként szolgált Danzignál és a Rajnánál, 1736-ban a orosz-török háború során Krímben harcolt. Nevéhez fűződött Azov ostroma és sikeres bevétele. 1740-ben birodalmi grófi (Reichsgraf) címet kapott. 1741-ben Finnországban szolgált, később Livónia cári kormányzója lett, meghalt 1751. április 30-án. Édesanyja a livóniai Lösern-ből (ma: Liezere, Lettország) származó Martha Philippine von Funcken (1685–1759) volt. Fiuk, Franz Moritz von Lacy 1725. október 21-én született Szentpétervárott.
Franz Moritz gyermekéveit Szentpéterváron töltötte. 1737-ben elhagyta Oroszországot. Poroszországba ment, két évig járt a liegnitz-i (ma: Legnica, Nyugat-Lengyelország) állami tisztviselői akadémiára (Ritterakademie), majd 1739-ben Bécsbe költözött. 1743-ban belépett az osztrák császári hadseregbe.

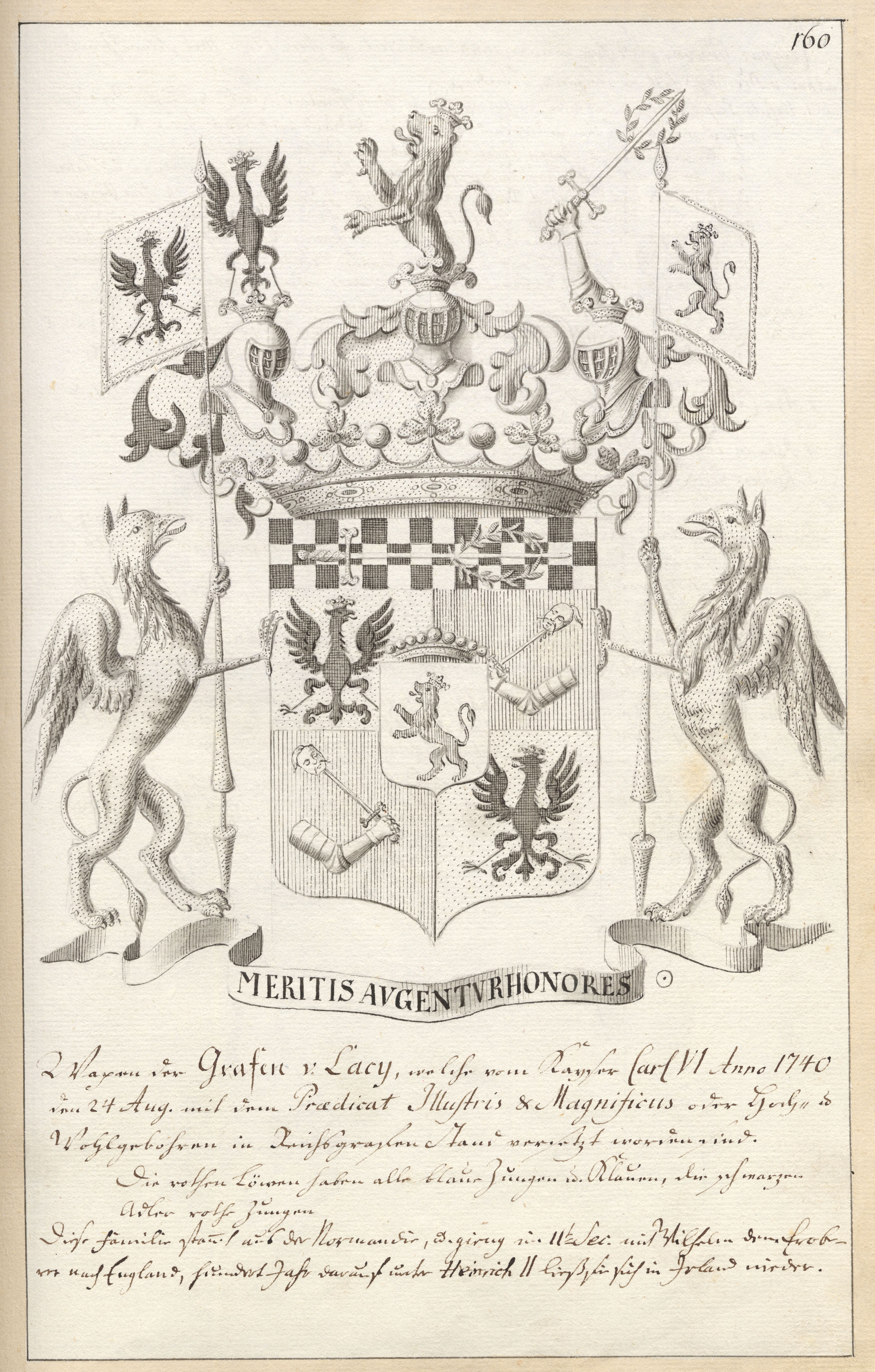
Franz Moritz von Lacy gróf címere

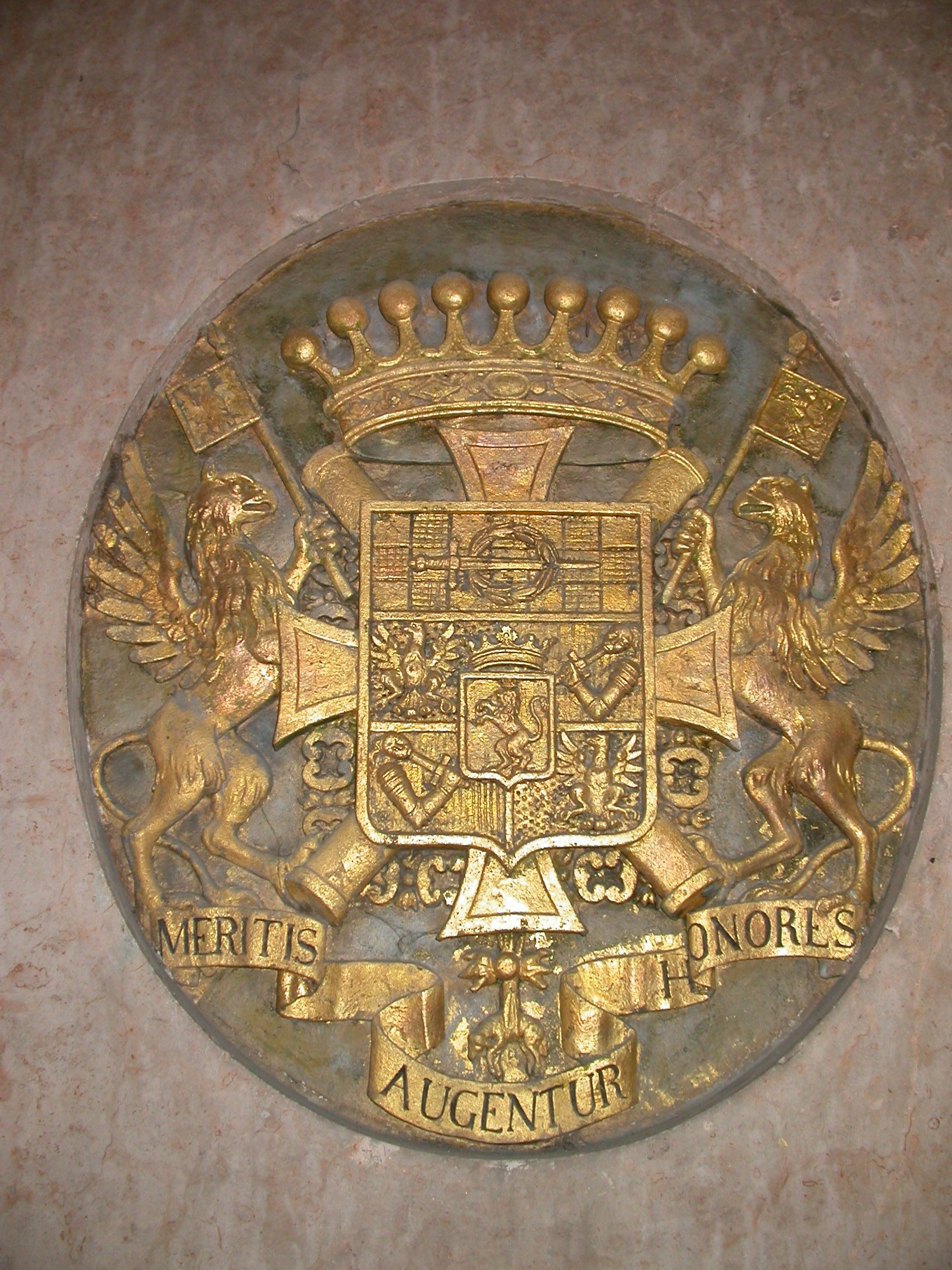
Franz Moritz von Lacy grófi címerpajzsa

## Katonai pályafutása
Katonai pályáját zászlósként kezdte a Brown gyalogezredben. Az osztrák örökösödési háború (1740–1748) során harcolt az itáliai hadszíntéren (1746-ban (Piacenzánál és Rottofredónál, egy évvel később Genovánál, majd Csehországban, Sziléziában és a Dél-Németalföldön. Kétszer megsebesült. 1749-ben alezredessé, 1753-ban huszonnyolc éves korában tényleges ezredessé léptették elő, és egy gyalogezred parancsnokává nevezték ki.
A hétéves háború (1756–1763) kezdetén, a 1756. október 1-jén lezajlott lobositzi (ma: Lovosice, Csehország) csatában tanúsított helytállásáért vezérőrnaggyá (Generalfeldwachtmeister), majd a következő évben a 1757. november 22-i breslaui (ma: Wrocław, Lengyelország) csata után altábornaggyá (Feldmarschallleutnant) léptették elő. Az 1757. december 5-én a poroszok ellen vívott vesztes leutheni csatában (ma: Lutynia, Lengyelország) ismét megsebesült. 1758. február 20-án Leopold Joseph von Daun tábornagy (1705–1766) főszállásmesteri törzsének parancsnokává nevezték ki. E tisztség (Chef des Generalquartiermeisterstabes) békeidőben a vezérkari főnök feladatát látta el. A nagy katonai erőt képviselő Porosz Királysággal szemben az osztrák hadsereg keserű vereségek sorát élte meg, a körültekintően vezetett hadműveletek ellenére.
Lacy újjászervezte az osztrák császári hadsereget. 1758-ban ő vezette a körülzárt Olmütz felmentését, és ő tervezte meg a hétéves háború következő ütközetének haditervét. Az 1758. október 14-én megvívott hochkirchi csatában az osztrák hadsereg, Daun tábornagy, császári főhadparancsnok vezetése alatt néhány óra alatt megsemmisítő vereséget mért a II. Frigyes király által vezetett porosz haderőre. A csata után Lacy megkapta a Katonai Mária Terézia-rend (MMThO) nagykeresztjét.
Az 1759-es év során Daunt és Lacyt is szemrehányások érték a császár részéről, mert nem nyertek csatákat. 1759. augusztus 12-én Gideon Ernst Freiherr von Laudon tábornagy (1716-1790) a kunersdorfi csatában (ma: Kunowice, Lengyelország) vereséget mért Nagy Frigyes porosz csapataira, ennek nyomán Laudont táborszernaggyá (Generalfeldzeugmeister) léptették elő.
1759. november 20-án Lacy hajtotta végre Maxennél (Drezda mellett) a később „Finckenfang” (kb. „Finck-fogás”) név alatt elhíresült hadműveletet, melynek keretében 17 000 osztrák katonával bekerítették és fogságba ejtették Friedrich August von Finck porosz tábornokot és 15 000 főből álló hadtestét. A sikert azonban nem aknázták ki. Daun főhadparancsnok e haditettért Lacyt is táborszernaggyá léptette elő. Egyes források szerint Lacy csak Laudon eredményeire hivatkozva kaphatta meg ugyanezt a rangot.
Az 1760. augusztus 15-i liegnitzi csatavesztésért Gideon Ernst Freiherr von Laudon tábornagy Daun főhadparancsnokot és vezérkari főnökét, Lacy-t hibáztatta. A határozott stratégiai döntéseket sürgető Laudon ellenségeskedése és az óvatos, kitérő taktikát folytató Daun-nal és Lacy-val szemben az egész háború során fennmaradt. Lacy és riválisa, Laudon egy-egy önálló hadtestet vezettek a háború további szakaszában.
1760. október 9-én Lacy tábornok császári csapatai, Todtleben orosz tábornokkal együttműködve, ügyes manőverrel Nagy Frigyes csapatainak hátába kerülve megtámadták és elfoglalták Berlint. A Porosz Királyság fővárosa a hétéves háború során másodszor került az osztrákok kezére (az első eset 1757-ben történt). E haditettnek azonban nem volt stratégiai célja, és a várost már október 12-én ki kellett üríteniük, a porosz csapatok közeledése miatt.
Laudon a határozott katonai döntések elodázását Lacy terhére rótta. Alkalmasságát a főhadparancsnoki tisztségre még maga Daun is kétségbe vonta. 1760. november 3-án a szászországi Torgau mellett került sor a hétéves háború utolsó jelentős csatájára, ahol Daun maga is megsebesült, de nem adta át Lacynek a parancsnokságot. A háborút lezáró hubertusburgi békeszerződés (1763. február 15.) Szilézia elvesztését, a Porosz Királyság felemelkedését eredményezte.
Mária Terézia császárné 1765-ben fiát, II. József német-római császárt (mint társuralkodót) az osztrák katonai ügyek irányítójává tette. Daun tábornagy halála után (1766) Lacy táborszernagy lett a császár tanácsadója. Megbízták a hadsereg reformjának folytatásával, és a katonai adminisztráció irányításával. Lacy minden fegyvernem számára új szabályzatokat dolgozott ki, új katonai törvénykönyvet állított össze. Megreformálta a utánpótlási és szállítási rendszert. Munkája nyomán a császári hadsereg létszáma megnőtt, felszereltsége jelentősen megjavult, költségei csökkentek. II. József császár közeli baráti kapcsolatban került vele. II. József és anyja között gyakran merült föl komolyabb ellentét, Lacy-ra azonban Mária Terézia továbbra is bizalommal tekintett. Lacy tevékenysége nem szorítkozott a hadsereg ügyeire. Rokonszenvezett II. József politikai reformterveivel is. Lacy erősen szorgalmazta Lengyelország felosztását Mária Teréziának.
1763-ban Lacy táborszernagyot az Udvari Haditanács (Hofkriegsrath) tagjává, 1765-ben az egész hadsereg főfelügyelőjévé, majd 1768-tól tábornagyi rangban a Haditanács elnökévé nevezték ki. E tisztséget 1774-ig viselte. 1770-ben az Aranygyapjas rend lovagja lett. A túlfeszített munka felőrölte egészségét, és 1773-ban minden tisztségéről lemondott, Mária Terézia és II. József császár könyörgése ellenére. Dél-Franciaországba utazott. Visszatérése után sem tudott komoly hivatalt betölteni, csak nem hivatalos katonai és politikai tanácsadóként működött. 1774. május 28-án a császár az Államtanács tagjává nevezte ki.
A bajor örökösödési háborúban (1778–1779) során Lacy és Laudon főhadparancsnokokként ténykedtek Nagy Frigyes porosz király ellen. A háborúzásba belefáradt országok, az általános pénzhiány és utánpótlási problémák miatt azonban jelentősebb hadműveletekre nem került sor.

## Visszavonulása, halála

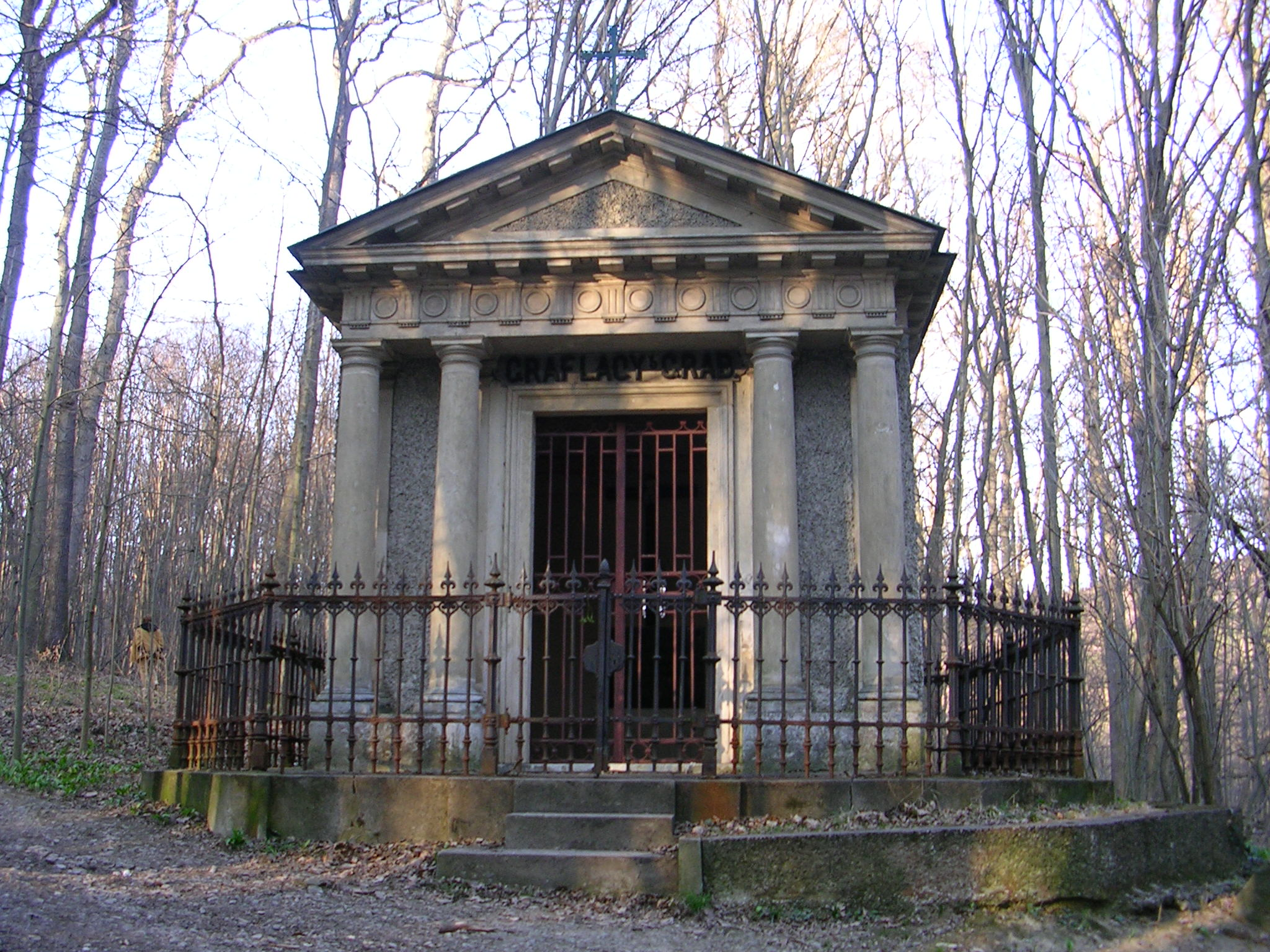
Franz Moritz Graf von Lacy síremléke a Schwarzenberg parkban (Bécs–Neuwaldegg)

Mária Terézia halála (1780) után Lacy II. József császár legbensőbb személyes barátja lett. Az 1787–91-es török háborúban a császári csapatokat sorozatos vereségek érték. Az 1788. augusztus 7-i orsovai török áttörés, és a 1788. augusztus 28-i mehádiai csatavesztés után az idős és megfáradt Lacy-nek át kellett adnia a főparancsnokságot Laudon-nak, akivel – saját túlzottan óvatos és szabályos taktikája miatt – állandó vitában állt. Ezzel Lacy aktív katonai pályafutása véget ért. II. József halála (1790) és a török háborút lezáró 1791-es swistowi különbéke-szerződés (a helyszín mai neve Szvisov, Bulgária) után II. Lipót császár szolgálatában tovább dolgozhatott az állam és a hadsereg ügyein, de hamarosan visszavonult neuwaldeggi kastélyába, Bécs közelében (ma: a bécsi Hernals városrész). Halála (1801) után a kastélyparkban (Hameau) álló családi kriptában temették el.
Lacy tábornagy a saját korában „szabályos”, tankönyv szerinti hadvezetés tipikus képviselője volt. Ugyanakkor a hadseregszervezés elméletében és gyakorlatában kiemelkedő sikereket ért el. Az osztrák császári katonai adminisztráció szinte minden tisztségét betöltötte. A Főszállásmesteri Törzs 1757–58-as megszervezése után Lacy egységesítette és megszilárdította a császári hadsereg belső szervezeti struktúráját. Őt tekinthetjük az osztrák állami térképészet megalapítójának is, mivel keresztülvitte, hogy a Főszállásmesteri Törzs – a térképészeti felmérő hadtest – a hétéves háború befejezése után is fennmaradhasson. Lacy alkotta meg az új gyalogsági és lovassági szabályzatokat, és az első Általános Katonai Szabályzatot is, amelyet Mária Terézia 1759. szeptember 1-jén bocsátott ki. Idős kora ellenére II. József császár katonai tanácsadójaként is érvényesíteni tudta befolyását a hadsereget illető kérdésekben.

## Utóélete

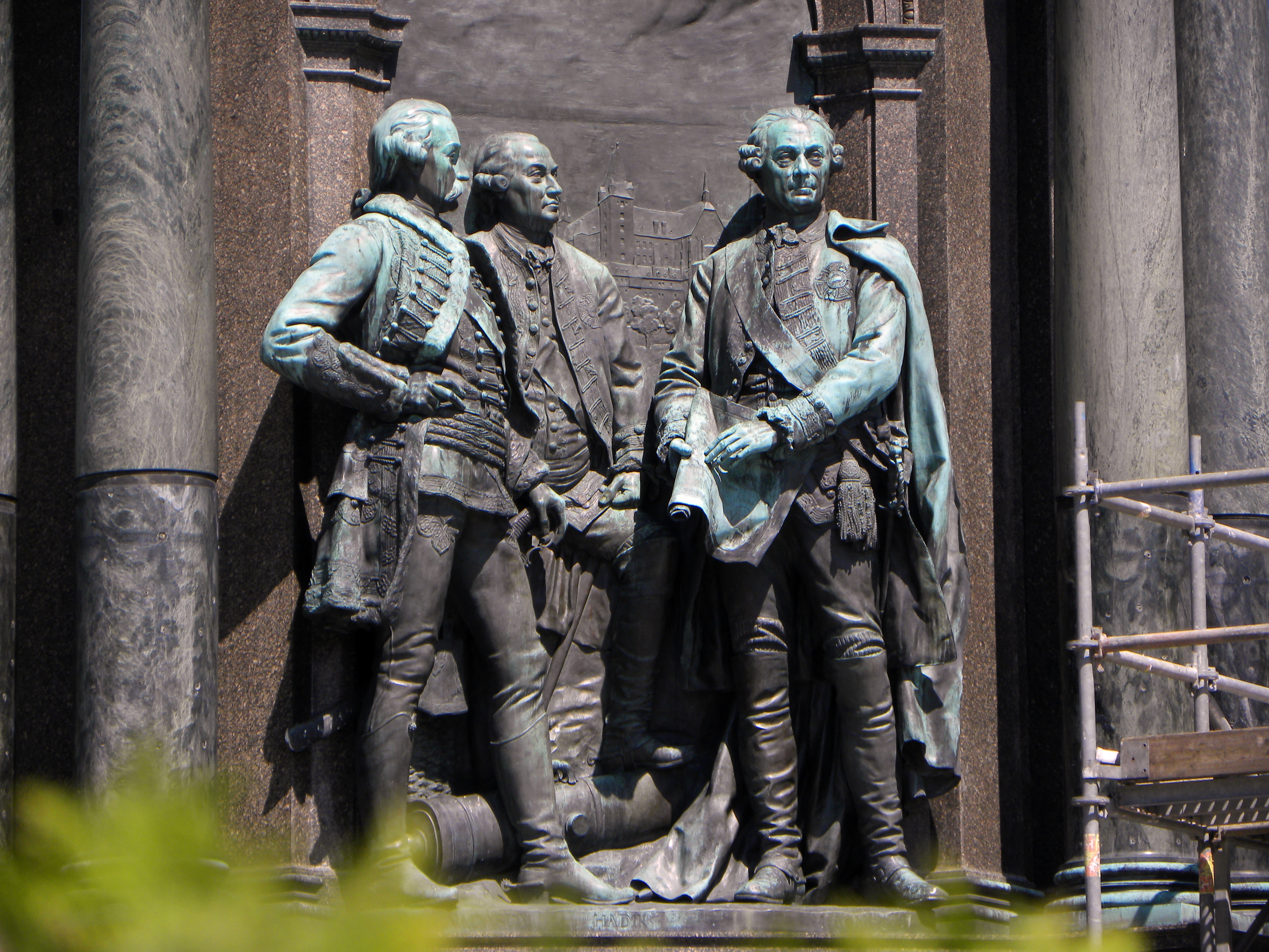
Lacy tábornagy szobra a bécsi Mária Terézia emlékmű oldalában, hátul, féldomborművön. Előtte balra Nádasdy Ferenc, jobbra Hadik András tábornagyok szobrai állnak, Josef Wenzel von Liechtenstein tábornagy központi alakja a kép készítésekor restaurálás miatt hiányzik.

Franz Moritz von Lacy gróf nem nősült meg, gyermekei sem születtek. A de Lacys család „orosz ágából”, ahonnan Franz Moritz is származott, ma is élnek az O’Brien de Lacys leszármazottak. 1939-ben, amikor a Szovjetunió lerohanta és bekebelezte Nyugat-Lengyelországot, a család tagjai elmenekültek az Grodno (Lengyelország, ma: Hrodna, Fehéroroszország) közelében fekvő Augustówek-i családi birtokról, azóta Argentínában élnek, és szoros kapcsolatokat ápolnak Ausztriával.
Franz Moritz von Lacy még 1765-ben megvásárolta a neuwaldeggi Strattmann-birtokot, Bécs-Ottakring mellett. Itt kastélyt építtetett (a mai Schloss Neuwaldegget). 1781-ben megvásárolta a szomszédos Predigtstuhl birtokot is, de ez utóbbit 3 évvel később eladta Dimitrij Galicin hercegnek, a bécsi orosz nagykövetnek. Az itteni első kastély építését már Galicin fejezte be, aki Wilhelminenbergnek keresztelte. Ennek helyére építette 1903-ban az ifjabb Rainer (Ferdinánd) főherceg, az id. Rainer (József) főhercegnek, a Lombard–Velencei Királyság alkirályának fia, a Birodalmi Tanács (Reichsrat) elnöke a ma is álló, empire stílusú Wilhelminenberg Palotát (ma: szálloda) . Lacy tábornagyot 1801-ben a neuwaldeggi kastély parkjában (Hameau) emelt családi kriptában temették el.
Lacy alakját a bécsi Mária Terézia emlékművének oldalán, (Liechtenstein hercegének csoportjában, a herceg mögött, féldomborművön), és a bécsi Arzenálban lévő Hadvezérek csarnokában (Feldherrenhalle) is megörökítették. Az Arzenálban az a mellszobor látható, amelyet II. József császár 1783-ban a Haditanács részére készíttetett. Alsó-Ausztriában, a Heldenberg emlékhelyen, a kleinwetzdorfi kastély parkjában, szintén felállították Lacy tábornagy mellszobrát.

## II. József császár utolsó levele Lacy-hoz
Figyelemre méltó tény, hogy II. József császár 1790. február 19-én, egy nappal halála előtt még levelet írt Lacy-nak, amelyben hangsúlyosan megköszönte korábbi szolgálatait.
| „Kedves Lascy tábornagyom! Csakis kezeim reszketése teszi számomra lehetetlenné, hogy e néhány sort sajátkezűleg írjam meg Önnek, csak ez késztet arra, hogy idegen személy segítségét kérjem, mivel látom, gyorsan közeledik a pillanat, amely mindörökre el fog választani bennünket egymástól. Nagyon hálátlan lennék, ha anélkül hagynám el ezt a világot, hogy ki ne fejezném azt a hálát és elismerést, amellyel Önnek, hűséges Barátom, oly sok tekintetben adósa vagyok, és meg ne szerezzem az elégtételt, hogy e tényt az egész világ tudomására hozom. Igen! Azt, hogy én ezen a világon valakivé lehettem, Önnek köszönhetem, mivel Ön volt az, aki engem oktatott, megvilágosított, akitől emberismeretet tanultam. Mindezen felül az egész hadsereg Önnek köszönheti jó kiképzettségét, megszolgált dicsőségét és tekintélyét. A biztos tanácsok, amelyekre Öntől bármely helyzetekben bizton számíthattam, a személyem iránt tanúsított hűsége, amit nem rendített meg sem kisebb, sem nagyobb történés: mindezekből együttesen következik, kedves Vezértábornagyom, hogy nem tudok Önnek érdemei nagyságához illő mértékű köszönetet mondani. Láttam az Ön könnyeit miattam hullani, egy nagy és bölcs ember könnyeit, ez a legszebb igazolás. Fogadja ezért gyengéd ölelésemet, búcsúzásként. Az egyetlen ezen a világon, a kis számú jóbarátom, kiket igen sajnálok itthagyni, és kik között Önt bizonyossággal a legelső helyre állítom. Emlékezzen reám, legőszintébb és szerető barátjára: József.” |

## Emlékezete
Carrarai márványból faragott életnagyságú szobrát felállították a Hadvezérek csarnokában, a bécsi Hadtörténeti Múzeumban.

## Külső hivatkozások
- II. József császár levele halála előtt Lacy-hoz[halott link]
- Lacy gróf életrajza